# François Kepes
François Kepes, né le 6 octobre 1955 à Paris, est un biologiste cellulaire français, chercheur et professeur en France et à l'étranger, membre de plusieurs académies.

## Biographie

### Formation
Après des études à l'école normale supérieure Paris-Saclay, il soutient en 1985 à l'université Paris-Diderot (Paris 7) une thèse de doctorat ès sciences naturelles intitulée Étude physiologique du cycle cellulaire chez les entérobactéries.

### Parcours professionnel
Son curriculum vitae publié le 4 décembre 2019 sur le site Web de l'Académie d'agriculture indique qu'il fut professeur associé de biologie à l'École Polytechnique, professeur invité à l'Imperial College London et à l'Université Politehnica de Bucarest, directeur de recherche au CNRS, et qu'il siège au comité scientifique de « OpenPlant » (Norwich & Université de Cambridge), centre de recherche en biologie de synthèse du Royaume-Uni. Depuis 2003, il a été orateur invité ou organisateur de 60 manifestations scientifiques internationales en biologie de synthèse. Il est expert auprès d'agences de moyens, notamment européennes.
En 2020, le Journal du CNRS précise également qu'il est cofondateur et directeur du programme d’épigénomique à Genopole (Évry), responsable de programme « BioIntelligence » à l’institut de biologie des systèmes et de synthèse (iSSB), référent en biologie de synthèse sur les plans national et international, et impliqué dans plusieurs projets européens. Il est l’auteur de plus d’une centaine de publications scientifiques ainsi que de plusieurs livres.
En 2007, il a participé en qualité d'encadrant au succès de la première équipe française lors de la competition iGEM de biologie de synthèse qui s'est tenue au Massachusetts Institute of Technology.
Parvenu à la maturité de sa carrière, il s'intéresse à l'usage de l'ADN ou autres hétéropolymères comme support futur des mégadonnées numériques, ce qui pourrait être un saut technologique majeur sous les aspects de pérennité des données, de volume occupé et d'énergie consommée par leur stockage. De 2018 à 2020, il a animé un groupe de travail dénommé "ADN : lire, écrire, stocker, l'information", constitué de 26 personnes dont 21 membres de l'Académie des technologies. Ce groupe a réalisé un état de l'art qui a donné lieu à l'élaboration d'un rapport de cette académie intitulé « Archiver les mégadonnées au-delà de 2040 : la piste de l’ADN », et à un colloque organisé par le CNRS et l’académie le 26 octobre 2020,,. Fin 2022, François Képès déclare au portail de l'Intelligence économique « qu’à moins de changer de paradigme, en 2040, un millième des terres émergées de la planète seront couvertes par les data centers ».

## Publications
Auteur de plus de 130 articles ou chapitres scientifiques, et auteur ou éditeur de 25 livres. Éditeur de plusieurs journaux scientifiques internationaux.
Une recherche Web sur le site WorldCat donne 111 articles ou ouvrages où il apparaît comme auteur ou coauteur.
Parmi ceux-ci, on peut noter :
- Bioinformatique : Génomique et post-génomique (2002), coauteur avec Frédéric Dardel
- La biologie de synthèse plus forte que la nature ? (2011)
- Chimie et biologie de synthèse (2019), coauteur

## Distinctions
- Membre de l'Académie des technologies, extension de l'Académie des sciences, depuis 2012[1],[9],[10].
- Membre correspondant de l'Académie d'agriculture de France depuis 2019[1].